# Warcraft III: The Frozen Throne
Warcraft III: The Frozen Throne is een real-time strategy computerspel uitgebracht op 1 juli 2003 door Blizzard Entertainment. Deze uitbreiding van Warcraft III: Reign of Chaos is officieel het vijfde spel in de Warcraftserie.

## Het verhaal
The Frozen Throne speelt zich enkele maanden na de gebeurtenissen van Warcraft III: Reign of Chaos af. Het verhaal borduurt voort op het einde van het originele spel. Het zet ook enkele nieuwe plots neer en baant de weg voor nieuwe conflicten in World of Warcraft.

## Het spel
The Frozen Throne voegt een held en drie of vier nieuwe eenheden aan ieder ras bij, vier campaignes, vijf neutrale helden (1 werd toegevoegd in april 2004 en nog twee meer in augustus 2004), een shop voor elk ras met exclusief items per ras en andere toevoegingen zoals de optie om nu ook upgrades in de wachtrij te plaatsen. In het spel zijn ook de Naga's en Blood Elves als ras ingebouwd.

## De Alliance (mensen)
De alliantie van de mensen is na de laatste oorlog uiteengevallen, maar komt nu weer bij elkaar. Net als in Warcraft II bestaat de alliantie uit mensen, dwergen en elfen.

### Gebouwen
- Town Hall: net als in de vorige twee delen vormt de Town Hall het centrum van je nederzetting.
  - Keep: geüpgradede Town Hall. Dit geeft je toegang tot meer upgrades voor je leger.
    - Castle: geüpgradede Keep. Een Castle geeft toegang tot alle units en upgrades die je leger kan krijgen.
- Farm: net als in de vorige twee delen zijn deze nodig om je leger te voeden. Een farm geeft je 6 voedseleenheden, bij de andere rassen is dit 10.
- Barracks: de Barracks is belangrijk voor het trainen van je primaire grondtroepen: footmen, riflemen en knights.
- Lumbermill: vergroot de houtproductie, er wordt ook hout opgeslagen.
- Blacksmith: hier kan onderzoek worden gedaan naar upgrades voor wapens en schilden.
- Arcane Sanctum: de thuisbasis van alle magische troepen in het mensenleger. Hier worden de Priests, Sorceresses en Spell Breakers getraind. Laat je torens onzichtbare units van de vijand zien die in de buurt zijn. Kan alleen worden gebouwd als je een Keep hebt.
- Arcane Vault: de winkel van de mensen, hier kunnen helden items kopen.
- Workshop: hier kan je mortar teams, flying machines/gyrocopters en siege engines bouwen. Kan alleen worden gebouwd als je een Keep en een Blacksmith hebt.
- Gryphon Aviary: net als in Warcraft II trainen deze gebouwen je sterkste luchttroepen. Kan alleen worden gebouwd als je een Keep en een Lumbermill hebt. De gryphon rider en de dragonhawk rider worden hier getraind.
- Altar of Kings: het belangrijkste gebouw na de Town Hall. Hier kun je helden trainen. Kan alleen worden gebouwd als je een Town Hall hebt. De mogelijke heroes zijn: Archmage(AM), Mountain King(MK), Paladin(Pala) en Bloodmage(BM).
- Scout Tower: vergroot het gebied dat je kunt overzien. Kan onzichtbare units zien. De Scout Tower kan worden geüpgraded in:
  - Guard Tower: is in staat grond- en luchttroepen aan te vallen. Kan onzichtbare units zien.
  - Arcane Tower: torens gewapend met magische energie, ze branden mana weg van aangevallen units en doen extra schade aan opgeroepen wezens. Kan onzichtbare units zien.
  - Cannon Tower: sterker in aanvallen dan de Guard Tower, maar alleen bruikbaar tegen grondtroepen, en erg duur. Kan onzichtbare units zien.

### Normale troepen
- Peasant: de werkers van het mensenleger.
  - Militia: in geval van een aanval kan de Town Hall de opdracht "Call to Arms" geven, waardoor de Peasants meteen stoppen met wat ze doen en zich bewapenen tot Militia. Militia zijn niet bijzonder sterk, maar kunnen wel van pas komen bij gebrek aan soldaten.
- Footman: net als in de twee voorgaande delen zijn dit je primaire soldaten.
- Rifleman: dwergen gewapend met geweren. Ze kunnen vanaf een afstand aanvallen en zijn ook bruikbaar tegen luchttroepen.
- Knight: dezelfde als in de vorige twee delen. Deze ridders vormen je sterkere grondtroepen.
- Priest: deze elfen zijn gespecialiseerd in magie en vormen de primaire magische troepen van je leger. Hun spreuken zijn:
  - Heal: hersteld de gezondheid van je troepen. Dit werkt alleen op "levende" troepen, dus niet op machines. Heal geeft je 25 levenspunten (HP).
  - Dispel Magic: maakt alle andere magische aanvallen die op een groep zijn gebruikt ongedaan..
  - Inner Fire: vergroot de armor van een unit met 5.
- Sorceress: deze vrouwelijke magiërs beschikken over sterkere spreuken dan de Priest en dienen als back-up voor je leger. Haar spreuken zijn:
  - Slow: vertraagt een vijandelijke soldaat met 25%.
  - Invisibility: maakt een soldaat tijdelijk onzichtbaar totdat hij in de aanval gaat.
  - Polymorph: veranderd een vijandelijke unit in een schaap. Deze polymorph heeft echter een paar andere voorwaarden dan de polymorph uit warcraft II:
    - polymorph werkt niet op helden en opgeroepen manschappen
    - polymorph werkt maar tijdelijk en kan zelfs ongedaan gemaakt worden door een tegenspreuk
    - een unit die veranderd is in een schaap heeft nog steeds hetzelfde aantal hitpoints als in zijn normale vorm. Hij kan alleen niet meer aanvallen. De armor van de unit veranderd wel naar het normal type.
- Spell Breaker: elfen getraind om magische energie te verstoren. Ze zijn immuun voor spreuken, maar kennen zelf wel een paar goede. In tegenstelling tot andere magische troepen is hij ook sterk in een gevecht. Hun spreuken zijn:
  - Spell Steal: neemt alle magische upgrades van vijanden weg en geeft ze door aan je eigen troepen.
  - Control Magic: neemt tijdelijk controle over een vijandige opgeroepen unit.¨
  - Feedback: Dit is een passieve kunst. Wanneer een spellbreaker een krijger met mana aanvalt, brandt er een deel van diens mana weg. Het aantal weggebrande manapunten gaat op van dit unit's HP.
- Flying Machine: vliegtuigjes bestuurd door een dwerg. In tegenstelling tot de Flying Machines uit Warcraft II kunnen deze wel aanvallen.
- Mortar Team: grondtroepen gemaakt voor het echte sloopwerk. Ze kunnen snel hele gebouwen wegvagen en zelfs bomen kapot schieten om de weg vrij te maken.
- Siege Engine: machines aangedreven door stoomkracht en met een dik pantser. Zeer effectief tegen gebouwen. Kunnen ook geüpgraded worden om een extra geschut te krijgen tegen Air-units.
- Gryphon Rider: hetzelfde als de Gryphon Riders uit Warcraft II.
- Dragonhawk Rider: snelle luchttroepen bereden door elfen. Hun spreuken zijn:
  - Cloud: blokkeert de aanval van verdedigingswerken, zodat de troepen langs de toren kunnen gaan en de hoofdbasis aan kunnen vallen.
  - Ariel Shackles: dit houdt een vijandige air-unit vast, zodat die niet kan bewegen of aanvallen. Grond-units kunnen hen dan aanvallen.

### Helden en speciale troepen
- Paladin: nadat de orde van de zilveren hand uiteen viel, zwierven de Paladins uit over Azeroth. Deze held beschikt ook over enkele spreuken. Dit zijn:
  - Holy Light: geneest een van je manschappen en beschadigt ondode manschappen
  - Devotion Aura: geeft de troepen die dichtbij staan zijn extra pantser
  - Divine Shield: maakt de Paladin tijdelijk onkwetsbaar voor alle aanvallen en spreuken
  - Resurrection: brengt zes van je gevallen manschappen weer tot leven.
- Archmage: de Archmage kan net als de conjurers uit Warcraft I speciale troepen oproepen voor je leger. Verder beschikt hij over een aantal andere spreuken:
  - Blizzard: veroorzaakt schade over alle troepen en gebouwen in een gebied.
  - Summon Water Elemental: roept een Water Elemental op.
  - Brilliance Aura: geeft andere magische units sneller opnieuw mana.
  - Mass Teleport: teleporteert de Archmage en 23 andere soldaten van je eigen leger naar een eigen kamp.
- Mountain King: de sterkste onder de dwergenkrijgers. Hij is in staat tot een aantal speciale aanvallen en vormt een enorme aanwinst voor je leger.
  - Thunder Bolt: Gooit een massieve hamer naar de vijand, deze doet veel schade en maakt de vijand bewusteloos
  - Thunder Clap: Gooit eigen hamer op de grond om een kleine aardschok te veroorzaken, dit verzwakt de vijand die in de buurt staat en doet een kleine schade
  - Bash: Bij elke aanval heeft de Mountain King een mogelijkheid om de vijand te kunnen bewusteloos slaan
  - Avatar: Zorgt dat de Mountain King een reus wordt, bestaande uit steen, waardoor zijn aanval verhoogt, hij meer HP krijgt en onkwetsbaar wordt voor magische aanvallen.
- Blood Mage: lid van een orde van elfen die na de val van Quel’Thalas uit woede donkere magie zijn gaan gebruiken. Nu beheerst hij de sterkste spreuken die er zijn:
  - Flame Strike: creëert een pilaar van vuur die alles op de grond vernietigt.
  - Banish: maakt een vijandelijke unit enorm langzaam en zeer kwetsbaar voor magische aanvallen, maar kan niet met gewone aanvallen worden geraakt.
  - Siphon Mana: onttrekt mana aan een vijandelijke eenheid en geeft die door aan de Blood Mage.
  - Phoenix: roept een Phoenix op.
- Water Elemental: deze watermonsters kunnen alleen door een Archmage worden opgeroepen. Ze zijn verder hetzelfde als in Warcraft I. Hoe hoger het level van de Archmage die hen oproept, des te sterker is de Water Elemental.
- Phoenix: deze unit ontstaat als een Blood Mage de Phoenixspreuk gebruikt. Hij is enorm sterk, maar staat voortdurend in brand en doet dus omringende vijandige Air-units schade en zichzelf ook. Als de Phoenix dood gaat, wordt het een ei voor een korte tijd, waar weer een Phoenix uit ontstaat.

## De horde (orcs)
Het blijkt aan het begin van Warcraft III dat de Orcs al geruime tijd onder invloed stonden van de Brandende Legioen (de ondoden) en daardoor enorm agressief werden tegenover mensen. Nu dit voorbij is keren ze zich eveneens tegen de ondoden.
De Ogres en Death Knights helpen hen niet meer, maar de orcs hebben nu wel versterking van de Tauren. Ook de trollen vechten nog steeds aan hun kant mee. Al zijn dit nu geen 'Forest Trolls', maar 'Jungle Trolls' deze zijn blauw.

### Gebouwen
- Great Hall: nog steeds hetzelfde als in de vorige twee delen.
  - Stronghold: geüpgradede Great Hall. Geeft toegang tot meer troepen en upgrades.
    - Fortress: geüpgradede Stronghold. Geeft toegang tot alle troepen en upgrades die het orc leger heeft.
- Orc Burrow: voorziet het orc leger van voedsel en kan Peons ertoe aanzetten het kamp te verdedigen.
- Barracks: bedoeld voor het trainen van de primaire grondtroepen.
- War Mill: hier worden de kracht en het pantser van grondtroepen geüpgraded. Heeft ook upgrades om torens en burrows te versterken en geeft alle gebouwen een stekelige buitenkant, zodat als ze aangevallen worden, de vijand schade krijgt.
- Spirit Lodge: hier worden de magische manschappen van de orcs getraind. Kan alleen worden gebouwd als je een stronghold hebt.
- Voodoo Lounge: kan de kracht van alle magische units verder vergroten.
- Beastiary: hier worden de troepen getraind die met beesten werken. Dit zijn zowel grond- als luchttroepen. Kan alleen worden gebouwd als je een Stronghold hebt.
- Watch Tower: vergroot het gebied dat je kan overzien. Ze kunnen ook aanvallen als dat moet.
- Tauren Totem: de trainingsplek van de Tauren. Kan alleen worden gebouwd als je een Fortress en War Mill hebt.
- Altar of Storms: hier kunnen de helden van de orcs worden opgeroepen.

### Normale units
- Peon: werkers van de orcs. Onveranderd gebleven ten opzichte van de vorige twee delen.
- Grunt: de primaire soldaten van het orc leger.
- Troll Headhunter: deze trollen kunnen speren werpen en daardoor vanaf een afstand en luchttroepen aanvallen.
  - Troll Berserker: geüpgradede versie van de Headhunter.
- Demolisher: katapulten voor het zwaardere sloopwerk.
- Shaman: de Shamans waren de originele orc tovenaars voordat ze onder invloed kwamen van het Brandende Legioen. Ze vormen de primaire magische troepen van de orcs. Hun spreuken zijn:
  - Purge: verwijdert alle spreuken die op een unit zijn gebruikt en kan de vijand vertragen.
  - Lightning shield: geeft een unit een schild van bliksems dat alle units om hem heen beschadigt.
  - Bloodlust: vergroot de kracht en snelheid van je troepen.
- Witch Doctor: trollen gespecialiseerd in magie en de tweede serie magische troepen van de orcs. Hun spreuken zijn:
  - Sentry Ward: creëert een onzichtbaar en onbeweeglijk oog dat (onzichtbare) vijanden van ver kan zien aankomen.
  - Statis Trap Ward: een val die elke vijand die erop trapt verlamt.
  - Healing Ward: een magische plek die langzaam de eigen troepen die er in de buurt staan herstelt.
  - Troll Regeneration: versnelt het herstel van trollen.
- Spirit Walker: deze Tauren tovenaars vormen de sterkste normale magische krijgers van de orcs. Hun spreuken zijn:
  - Spirit link: verbindt vier soldaten met een ketting. Deze units leven langer omdat ze opgelopen schade delen.
  - Ancestral Spirit: brengt een gesneuvelde Tauren weer tot leven. Werkt niet op helden.
  - Ethereal Form: maakt de Spirit Walker immuun voor schade, maar hij kan ook niet meer aanvallen.
  - Resistant Skin: maakt een unit immuun voor bepaalde spreuken
- Raider: deze sterke orcs met hun enorme wolven uit Warcraft I zijn weer terug, en nog steeds even dodelijk.
- Kodo Beast: Kodo Beasts vergroten de aanval van de andere orcs. Ze kunnen ook units opeten (Devour).
- Wind Rider: orcs rijdend op gevleugelde wezens genaamd Wyvern.
- Troll Batrider: trollen op grote vleermuizen. Ze kunnen zichzelf opblazen waardoor alle vliegende units rondom hen enorme schade oplopen.
- Tauren: de sterkste normale grondtroepen van de orcs. Tauren lijken veel op een minotaurus en zijn enorme vechtmachines.

### Hero-units
- Blademaster: deze krijgers dienen als Thrall's lijfwachten en zijn de weinig overlevenden van de vernietiging van Dreanor.
  - Wind Walk: De Blademaster wordt onzichtbaar en sneller. Wanneer hij aanvalt wordt hij terug zichtbaar, bij deze aanval doet hij extra schade.
  - Mirror Image: De Blademaster maakt een of meer dubbelgangers van zichzelf om de vijand te verwarren. De dubbelganger doet geen schade en sterft sneller dan de echte.
  - Critical Strike: Passieve kunst. Er is een kans dat de blademaster veel meer schade doet wanneer hij aanvalt.
  - Bladestrom: De Blademaster begint te tollen, alle vijandelijke troepen en gebouwen rondom hem krijgen schade.
- Far Seer: oude orc gespecialiseerd in sterke spreuken. Dit zijn:
  - Far Sight: laat je tijdelijk in een nog onbekend gebied kijken.
  - Chain Lightning: creëert een bolbliksem die meerdere units achter elkaar schade toebrengt.
  - Feral Spirit: roept wolven op, aanvankelijk Spirit Wolves (sterke grondtroepen). Als de Far Seer verder wordt geüpgraded kan hij sterkere wolven oproepen, namelijk Dire Wolves (een sterkere versie van de Spirit Wolf) en Shadow Wolves (een onzichtbare versie van de Dire Wolf). De wolven komen altijd per twee tegelijk en bestaan 60 seconden.
  - Earthquake: veroorzaakt een aardbeving die alles beschadigt.
- Tauren Chieftain: de leider van de Tauren-troepen.
  - Shock Wave: geeft een golf van vernieling aan grondunits en gebouwen.
  - War Stomp: laat units in de buurt tijdelijk stil staan en geeft ook een beetje schade.
  - Endurence Aura: hierdoor lopen en vechten vriendelijke troepen sneller
  - Reincarnation: laat je Tauren weer tot leven komen.
- Shadow Hunter: de wijste onder de trollen. Hij beheerst voodoomagie en zijn spreuken zijn:
  - Healing wave: creëert een energiegolf die alle eigen manschappen in de buurt van de Shadow Hunter geneest.
  - Hex: verandert een vijand in een willekeurig dier. Werkt niet op opgeroepen units.
  - Serpent Ward: roept een slang op op ter verdediging.
  - Big Bad Voodoo: maakt alle eigen manschappen die binnen een bepaalde afstand van de Shadow Hunter staan onkwetsbaar voor ongeveer 30 seconden.

## Night Elves (elfen)
(Ned: nachtelfen). Een van de oudste rassen in de wereld van Azeroth. De elfen zijn onsterfelijk en waren de eersten die magie bestudeerden. Hun roekeloze gebruik van magie bracht het Brandende Legioen naar Azeroth. De elfen waren maar net in staat deze monsters te verslaan en trokken zich toen terug op hun berg Hyjal. Nu komen ze weer in actie omdat het Legioen is teruggekeerd.

### Gebouwen
- Tree of Life: heeft dezelfde functie als een Town Hall of Great Hall.
  - Tree of Ages: geüpgradede Tree of Life. Geeft toegang tot meer gebouwen en troepen.
    - Tree of Eternity: geüpgradede Tree of Ages. Geeft toegang tot alle gebouwen en units.
- Moon Well: voorziet het elfen-leger van voedsel en kan levenspunten en mana herstellen.
- Ancient of War: de barracks van de elfen. Is voor het trainen van de primaire grondtroepen.
- Hunter's Hall: kan de kracht van de primaire troepen vergroten.
- Ancient of Lore: de trainingsplek van de magische troepen. Kan alleen worden gebouwd als je een Tree of Ages en een Hunter's Hall hebt.
- Ancient of Wonders: kan de kracht van magische units vergroten.
- Ancient of the Wind: hier worden de luchttroepen getraind. Kan alleen worden gebouwd als je een Tree of Ages hebt.
- Ancient Protector: vergroot het gebied dat je kunt overzien en kan grond- en luchttroepen aanvallen.
- Chimaera roost: hier worden de Chimaera getraind. Kan alleen worden gebouwd als je een Tree of Eternity en een Ancient of the Wind hebt.
- Altar of the Elders: hier worden de helden van de elfen getraind.

### Normale troepen
- Wisp: oude geesten zonder vaste vorm. Ze doen dienst als werkers voor de elfen. De Ancients (bomen) ontstaan uit de geesten en de geesten worden dan opgenomen.
- Archer: de primaire vechters van de elfen. (nl: Boogschutters)
- Huntress: de sterkere krijgers van de elfen. Door middel van uilen die ze op bomen zetten kunnen ze onzichtbare vijanden zien.
- Glaive Thrower: een soort ballista's (zie Warcraft II) die enorme pijlen afschieten.
- Dryad: de dochters van de elfen-god Cenarius. Ze zijn erg snel in een gevecht. Hun spreuken zijn:
  - Slow Poison: vertraagt een vijand en neemt langzaam diens gezondheid weg.
  - Abolish Magic: neemt positieve magische upgrades van vijandige units weg, en negatieve magische upgrades van eigen units.
  - Spell Immunity: zelf zijn ze immuun voor spreuken.
- Druid of the Claw: Deze oude druïden gebruiken de kracht van de berentotem. Ze kunnen in een beer veranderen om aan te vallen. Hun spreuken zijn:
  - Bear form: verandert de druïde in een beer, dit maakt hem een sterke grondkrijger.
  - Night Elf Form: verandert de druïde terug van beer naar elf zodat hij weer spreuken kan uitspreken.
  - Roar: geeft eigen units in de buurt van de druïde meer kracht.
  - Rejuvenation: geneest een eigen krijger over een lange tijd.
- Mountain Giant: deze kolossale stenen krijgers vormen zijn zeer sterke melee troepen, vooral goed tegen schietende vijanden, zoals boogschutters. Ze hebben zelf geen magie, maar wel vaardigheden. Deze zijn:
  - Taunt: dwingt alle vijanden in de buurt om de Mountain Giant aan te vallen.
  - War Club: laat de Mountain Giant een boom gebruiken als wapen, waardoor zijn aanvallen sterker worden tegen gebouwen.
  - Hardened Skin: maakt de Mountain Giant minder kwetsbaar
- Hippogryph: oude magische wezens speciaal voor aanvallen vanuit de lucht, ze kunnen samen met een boogschutter een Hippogryph Rider maken, enkel deze kunnen ook de grond aanvallen.
- Druid of the Talon: druïden die de totem van de kraai als krachtbron hebben.
  - Faerie Fire: verminderd de verdediging van de vijand.
  - Crow Form: Net als de Druids of the Claw kunnen ze in een dier veranderen. In dit geval een kraai. Als kraai hebben ze een heel sterke aanval tegen andere vliegende eenheden.
  - Cyclone: Ze kunnen vijanden met een cycloon de lucht in gooien.
- Faerie Dragon: kleine snelle draken. Ze zijn immuun voor magie en kunnen zelfs negatieve mana aan magische troepen geven, zodat die geen spreuken kunnen gebruiken zonder schade op te lopen.
- Chimaera: een tweekoppige draak en de sterkste normale eenheid van de nacht elfen. Ze kunnen vliegen en doen zeer veel schade aan grondtroepen.

### Helden en speciale troepen
- Demon Hunter: donkere schaduwachtige krijger. Zijn spreuken zijn:
  - Mana Burn: "brandt" mana weg bij de vijand, waarbij ook schade wordt aangericht.
  - Immolation: legt een soort brandende deken om de Demon Hunter, waardoor vijandelijke grondtroepen schade krijgen.
  - Evasion: geeft de Demon Hunter extra kans om aanvallen te ontwijken.
  - Metamorphosis: veranderd de Demon Hunter in een krachtige demon die nu ook luchttroepen kan aanvallen.
- Keeper of the Grove: een zoon van de Night Elves-god Cenarius. Net als zijn zussen, de Dryads, lijkt hij op half Night Elf, half hert. Zijn spreuken zijn:
  - Entangling Roots: laat boomwortels uit de grond schieten die vijandige troepen vast zetten.
  - Force of Nature: verandert bomen in Treants voor extra bescherming.
  - Thorns Aura: geeft eigen troepen een doornen schild dat vijandige units beschadigt.
  - Tanquility: veroorzaakt een speciale regen over een groot gebied dat eigen en vriendelijke manschappen geneest.
- Priestess of the moon: Elfen-priesteres rijdend op witte tijgers. Haar spreuken zijn:
  - Scout: stuurt een tijdelijke uil op weg, om onbekend gebied te bekijken. Deze uil kan ook onzichtbare troepen zien.
  - Searing Arrows: voegt vuur aan haar pijlen toe, waardoor die extra dodelijk worden.
  - Trueshot Aura: zorgt voor extra schade van pijlen die door vriendelijke troepen worden afgevuurd.
  - Starfall: een sterrenregen die zware schade doet aan alle vijandelijke troepen en gebouwen.
- Warden: de speciale krijgster van de elfen.
  - Fan of knives: dan gooit de Warden messen om zich heen.
  - Blink: hiermee kan de Warden kort teleporteren.
  - Shadow Strike: een vergiftigde dolk wordt in de vijand gegooid, wat direct schade doet, maar ook over een langer tijd nog.
  - Vengeance: roept een Avatar of Vengeance op.
- Treant: levende bomen opgeroepen door de Keeper of the Grove.
- Owl Scout: een uil opgeroepen door de Priestess of the Moon. Dient als verkenner en is onkwetsbaar.
- Hippogryph rider: ontstaat als een archer op een hippogryph gaat rijden.
- Avatar of Vengeance: schaduwmonster gemaakt door de Warden
- Spirit of Vengeance: onkwetsbare geesten opgeroepen door de Avatar of Vengeance. Ze bestaan maar zeer kort.

## Brandende Legioen (ondoden)
De ondoden zijn de voorhoede van het Brandende Legioen (Burning Legion), gestuurd om chaos en vernieling te zaaien in de wereld van Azeroth. Ze worden aangevoerd door Ner'zhul, de voormalige leider van de orcs, nu teruggebracht uit de dood, vanuit het ijzige land Northrend.

### Gebouwen
- Necropolis: het centrum van een ondode nederzetting
  - Halls of the Dead: geüpgradede Necropolis. Geeft toegang tot meer gebouwen en troepen.
    - Black Citadel: geüpgradede Halls of the Dead. Geeft toegang tot alle gebouwen en troepen.
- Ziggurat: produceert 10 voedsel voor het leger van de ondoden. Kan worden geüpgraded tot:
  - Spirit Tower: vergroot het gebied dat je kan overzien en kan grond- en luchttroepen aanvallen.
  - Nerubian Tower: zwakkere toren dan de Spirit Tower, maar vertraagd wel de geraakte troepen. Kan grond- en luchttroepen aanvallen.
- Haunted Goldmine: dit gebouw moet eerst worden gebouwd boven op een goudmijn voordat de ondoden er goud kunnen delven.
- Crypt: de trainingsplaats voor de primaire troepen.
- Graveyard: kan de primaire grondtroepen upgraden met meer pantser en kracht.
- Slaughter House: traint de zwaardere aanvalseenheden van de ondoden. Kan alleen worden gebouwd als je een Halls of the Dead en een Graveyard hebt.
- Temple of the Damned: de trainingsplek voor de magiegebruikers. Kan alleen worden gebouwd als je een Halls of the Dead en een Graveyard hebt.
- Tomb of Relics: kan de kracht van magische troepen vergroten.
- Sacrificial Pit: hier worden Acolytes veranderd in Shades. Kan alleen worden gebouwd als je een Halls of the Dead hebt.
- Bone Yard: hier worden Frost Wyrms getraind. Kan alleen worden gebouwd als je een Black Citadel en een Sacrificial Pit hebt.
- Altar of Darkness: traint de helden van de ondoden.

### Normale troepen
- Acolyte: de werkers van de ondoden.
- Ghoul: de primaire soldaten die andere lijken kunnen opeten om te genezen. Ze kunnen ook hout hakken als dat moet.
- Crypt Fiend: gemummificeerde monsters die lijken op een kruising tussen mensen en spinnen. Ze kunnen een web weven dat vijandelijke luchttroepen naar beneden haalt en zichzelf ingraven om onzichtbaar te worden.
- Gargoyle: vliegende monsters. Ze kunnen zichzelf in steen veranderen om zo immuun te worden voor magie en ze sneller genezen, maar ze kunnen dan niet meer aanvallen.
- Abomination: monsters bestaande uit ledematen van lijken. Ze zijn zeer sterk in een gevecht en kunnen zelfs andere units opeten om sterker te worden.
- Meat Wagon: deze wagens kunnen pas gedode manschappen oprapen en later als ondode krijgers loslaten.
- Obsidian Statue: kan de mana en gezondheid van eigen troepen verbeteren. Kan zowel grond- als luchttroepen aanvallen.
  - Destroyer: enorme vliegende units die ontstaan uit de Obsidian Statue. Ze kunnen de mana van eigen troepen opeten en zelf gebruiken. Ook kunnen ze magische upgrades van troepen opheffen.
- Necromancer: hoewel ze er nog menselijk uitzien, zijn de Necromancers toch deel van het leger van de Undead. Ze vormen de primaire tovenaars van de ondoden. Hun spreuken zijn:
  - Unholy Frenzy: vergroot de kracht van de troepen enorm, maar neemt langzaam zijn gezondheid weg.
  - Cripple: maakt een vijand enorm langzamer en kwetsbaarder.
  - Skeletal Longvity: vergroot de levensduur van Skeletons en Skeletal Mages.
  - Raise Dead: verandert twee lijken in skeletten.
  - Skeletal Mastery: verandert van de twee dode units een in een Skeletal Mage.
- Banshee: ooit waren dit elfen, totdat ze werden vermoord door demonen en ze zich aansloten bij de ondoden. Zij kennen ook een aantal spreuken:
  - Curse: vervloekt een vijand zodat zijn aanvallen vaker missen.
  - Anti-magic Shell: creëert een barrière die een unit tegen magische aanvallen beschermt.
  - Possession: verlamt een vijand en de Banshee tijdelijk, waarbij de Banshee erg kwetsbaar wordt. Na korte tijd echter krijg je controle over de vijandige unit.
- Shade: ontstaan als je een Acolyte opoffert in de Sacrificial pit. Shades (ned: schaduw) zijn onzichtbaar en kunnen andere onzichtbare troepen zien. Ze kunnen niet aanvallen, maar doen dienst als spionnen.
- Frost Wyrm: het skelet van een draak weer tot leven gebracht door Ner'zhul. Ze vormen de sterkste normale troepen van de ondoden.

### Helden en speciale troepen
- Death Knight: deze voormalige paladin teruggebracht uit de dood werkt nu voor de ondoden. Hij is zowel goed in een gevecht als op het gebied van magie. Zijn spreuken zijn:
  - Death Coil: speciale aanval van een Death Knight — brengt schade toe aan levende troepen, maar geneest juist ondode troepen.
  - Death Pact: doodt een eigen soldaat en geeft een deel van diens (levens)kracht aan de Death Knight.
  - Unholy aura: vergroot de snelheid en regeneratie van eigen troepen.
  - Animate Dead: wekt zes dode troepen weer tot leven als onkwetsbare ondoden. Dit werkt maar tijdelijk.
- Dread Lord: zeer sterke demonen die ook enkele spreuken kennen:
  - Carrion Swarm: creëert een zwerm van vleermuizen die de vijand aanvallen
  - Sleep: laat een vijand in slaap vallen totdat hij aangevallen wordt.
  - Vampiric Aura: versterkt eigen melee troepen door vampier krachten.
  - Inferno: roept een Infernal op voor een beperkte tijd.
- Lich: voormalige orcs die net als Ner'zhul veranderd zijn in ondoden. Ze beheersen de ijselementen van Northrend waardoor ze de volgende spreuken hebben:
  - Frost Nova: gooit een ijzige kou op vijandelijke troepen, hierdoor lopen ze schade op en zijn ze tijdelijke langzamer.
  - Frost Armor: geeft een schild van ijs om zichzelf of vriendschappelijke troepen. Vertraagd de aanval van vijandelijke grondtroepen die hier tegenin willen gaan.
  - Dark Ritual: offert een eigen soldaat op voor mana van de Lich.
  - Death and Decay: vernietigd alles in de buurt hiervan.
- Crypt Lord: ooit koningen van het ondergrondse spinnenkoninkrijk. Nu zijn het ook onsterfelijke ondoden onder controle van Ner’zhul.
  - Carrion Beetle: roept een of meerdere Carrion Beetles op.
  - Impale: gooit de vijand in de lucht met behulp van een staak die uit de grond komt
  - Spiked Carapace: de Crypt Lord krijgt stekels op zijn lichaam zodat alle vijandige units die hem aanvallen damage krijgen
  - Locust Swarm een zwerm sprinkhanen die vijandige troepen bijten en schade toebrengen en dan terugkeren naar de Crypt Lord om zijn gezondheid te verbeteren.
- Infernal: een demon opgeroepen door een Dread Lord.
- Skeleton Warrior: krijgers die door een Necromancer uit de lijken van gedode troepen worden opgeroepen. Ze kunnen maar tijdelijk bestaan.
- Skeletal Mage: een sterkere vorm van een Skeleton Warrior, ook opgeroepen door Necromancers.
- Carrion Beetle: kevers die de Crypt Lord dienen. Ze kunnen zich ingraven en zijn zeker in grote aantallen erg gevaarlijk.

## Overig

### Neutrale gebouwen
Deze gebouwen kom je overal in de verschillende levels tegen. Ze kunnen door iedereen worden gebruikt
- Goblin Laboratory: stelt spelers tegen betaling in staat om onbekende delen van de kaart te bekijken en zelfs goblin zeppelins te kopen.
- Goblin Merchant: hier kan je speciale items kopen die je leger kunnen versterken. Dit kan alleen door helden worden gedaan. Elke held unit kan maximaal zes items bij zich dragen. Enkele van deze items zijn:
  - Wand of Negation: maakt alle magie in een bepaalt gebied ongedaan.
  - Scroll of Restoration: hersteld de kracht en mana van vriendschappelijke manschappen in buurt van de held die dit bij zich draagt.
  - Mana Potion: hersteld de mana van een held.
  - Gem of True Seeing: maakt onzichtbare troepen zichtbaar voor de held.
- Fountain of Health: geeft een aura af dat alle troepen in de buurt levenskracht regenereert en zo hun kracht hersteld.
- Fountain of Mana: geeft een aura af dat alle troepen in de buurt mana regenereert zodat ze weer spreuken kunnen uitvoeren.

### Neutrale Troepen
Net als in Warcraft I lopen in de levels van Warcraft III een aantal neutrale units rond die gewoon iedereen aanvallen die in hun buurt komt. Als deze units worden verslagen laten ze soms dingen achter die je normaal alleen in een Goblin Merchant kan kopen.
- Rock Golem: deze massieve levende beelden bewaken vaak belangrijke schatten en doorgangswegen. Ze voelen geen pijn van normale en magische aanvallen.
- Red Dragon: de draken die tijdens de tweede oorlog door de orcs werden gebruikt als wapens zijn nu uitgebroken en vormen een bedreiging voor iedereen.
- Ogre Lord: net als in Warcraft I zijn deze tweekoppige monsters een vijand van iedereen. In de tweede oorlog vochten ze weliswaar mee met de orcs, maar nu bewaken ze goudmijnen en laten niemand, zelfs geen orcs, door.
- Creeps: er zijn ook nog creeps die je kunt verslaan om vooral in begin van het spel een hoger level te krijgen.

## Multiplayer
Net als het origineel is de uitbreiding ook online en via LAN te spelen.

### Online
Naast de campagnes en vrije gevechten kent Warcraft III ook een systeem om met meerdere spelers over Internet te spelen. Er wordt gebruikgemaakt van "Battle.net". Een speler maakt een account aan, en na een validatie van het spel kan de speler kiezen voor het normale spel, of zelfgemaakte spellen.
Bij het normale spel is het mogelijk om automatisch een spel te vinden, of met een voorgekozen team te spelen.
Bij de custom game zijn spelers zelf verantwoordelijk voor het starten van spellen. De maps die veel worden gespeeld zijn zelf gemaakt met de meegeleverde "World Editor", en vertonen weinig overeenkomsten met het originele spel.

### LAN
Ook is er een systeem om tegen meerdere spelers in een huis te spelen. Via de LAN mode is het mogelijk om zelfgemaakte mappen uit te wisselen en te bespelen.